# Serra del Montmell
La Serra del Montmell és una serra situada al municipi del Montmell a la comarca del Baix Penedès. El seu punt més alt és el Puig de la Talaia amb 861,3 metres d'altura.